# Favolaschia phyllostachydis
Favolaschia phyllostachydis är en svampart som beskrevs av Imazeki & Kobayasi 1952. Favolaschia phyllostachydis ingår i släktet Favolaschia och familjen Mycenaceae.   Inga underarter finns listade i Catalogue of Life.